# Hemibagrus guttatus
Hemibagrus guttatus és una espècie de peix de la família dels bàgrids i de l'ordre dels siluriformes.

## Morfologia
Els mascles poden assolir els 57 cm de longitud total.

## Distribució geogràfica
Es troba a Laos, Vietnam i sud-est de la Xina (Yunnan).